# Wulf Kirsten
Pour les articles homonymes, voir Kirsten.
Wulf Kirsten, né le 21 juin 1934 à Klipphausen (Saxe, Allemagne) et mort le 14 décembre 2022 à Bad Berka (Thuringe, Allemagne), est un poète et éditeur allemand.

## Biographie
Wulf Kirsten obtient de très nombreux prix dont le prix Heinrich Mann en 1989 en littérature et le Prix littéraire de la Fondation Konrad Adenauer en 2005.

## Œuvres traduites en français
- Graviers [« Erdlebenbilder »], trad. de Stéphane Michaud, Paris, Éditions Belin, coll. « L’extrême contemporain », 2009, 105 p.  (ISBN 978-2-7011-5168-7)
- Les Princesses au jardin potager [« Die Prinzessinnen im Krautgarten. Eine Dorfkindheit »], trad. de Stéphane Michaud, Paris, Éditions du Félin, coll. « Les marches du temps », 2012, 209 p.  (ISBN 978-2-86645-785-3)
- Images filantes [« Fliehende Ansicht »], trad. de Stéphane Michaud, Chêne-Bourg, Suisse, Éditions La Dogana, coll. « Poésie », 2014, 176 p.  (ISBN 978-2-940055-81-4)
- Attraction terrestre [« Erdanziehung »], trad. de Stéphane Michaud, Éditions La Dogana, 2020, 184 p.  (ISBN 978-2-9400-5590-6)